# منشقة (جهاز)

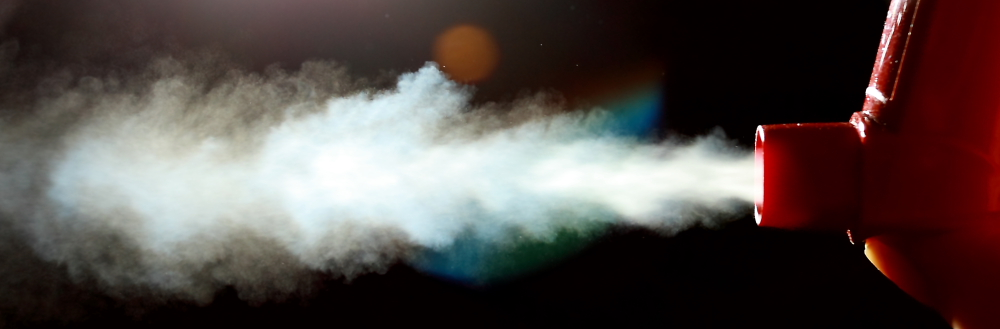
المنشقة

المِنْشَقَة (بالإنجليزية: inhaler)‏ هي اداة توصل مقدار محدد من المادة الدوائية إلى الجسم عن طريق الرئتين، على شكل نشقة قصيرة من هذا النشوق الدوائي سائل كان أو غاز وعادة ما يكون هذا الاستنشاق متحكماً به المريضُ.
يعد نظام الإيصال هذا الأكثر شيوعاً لعلاج الربو، والانسداد الرئوي المزمن وداء الانسداد الرئوي المزمن وغيره من أمراض الجهاز التنفسي. الدواء في النشوق محدد الجرعة الأشيع استخداماً هو الموسع قصبي، أو الستيروئيد القشري أو مزيج منه في علاج الربو والانسداد الرئوي المزمن.
من العلاجات الأخرى الأقل شيوعاً في الاستخدام والتي تستعمل من خلال النشوق محدد الجرعة هي مثبتات الخلايا البدينة مثل :كروموغليكات، ونيدوكرميل.

## الوصف
يتكون النشوق مضبوط الجرعة من ثلاث أجزاء أساسية:
- العبوة المعدنية التي تصنع من الألمنيوم أو الستانلس ستيل بأسلوب السحب العميق حيث تقع الصيغة الدوائية.
- صمام القياس والذي يسمح لكمية محددة من الصيغة الدوائية ليستنشقها مع كل ضغطة.
- الضاغط أو الجزء الفموي والذي يسمح للمريض بوضع الأداة وتوجيه الرذاذ إلى رئتيه.

الصيغة الدوائية بحد ذاتها التي تُعمل للدواء هي غاز دافع مُسيّل وفي الكثير من الحالات سواغات مثبتة.
يحتوي الضاغط على فوهة تصريف متزاوجة وبشكل عام يتضمن غطاء للغبار لمنع التلوث.
لاستخدام النشوق يقوم المريض بضغط رأس العبوة المعدنية للأسفل بإبهامه وهو يمسك الجزء الأسفل من الضاغط بيده.
الضاغط للجهاز يحرر جرعة وحيدة محددة من المزيج التي تحوي العلاج والذي إما أن يكون منحلاً أو مبعثراً في الغاز الدافع.
إن تحطم الغاز الدافع الطيار إلى قطيرات، يتبعه تبخر سريع لتلك القطيرات يؤدي إلى توليد النشوق وهي جسيمات ميكروية الحجم من الدواء وهي التي تُستنشق ودخولها الرئة.

## الأنواع

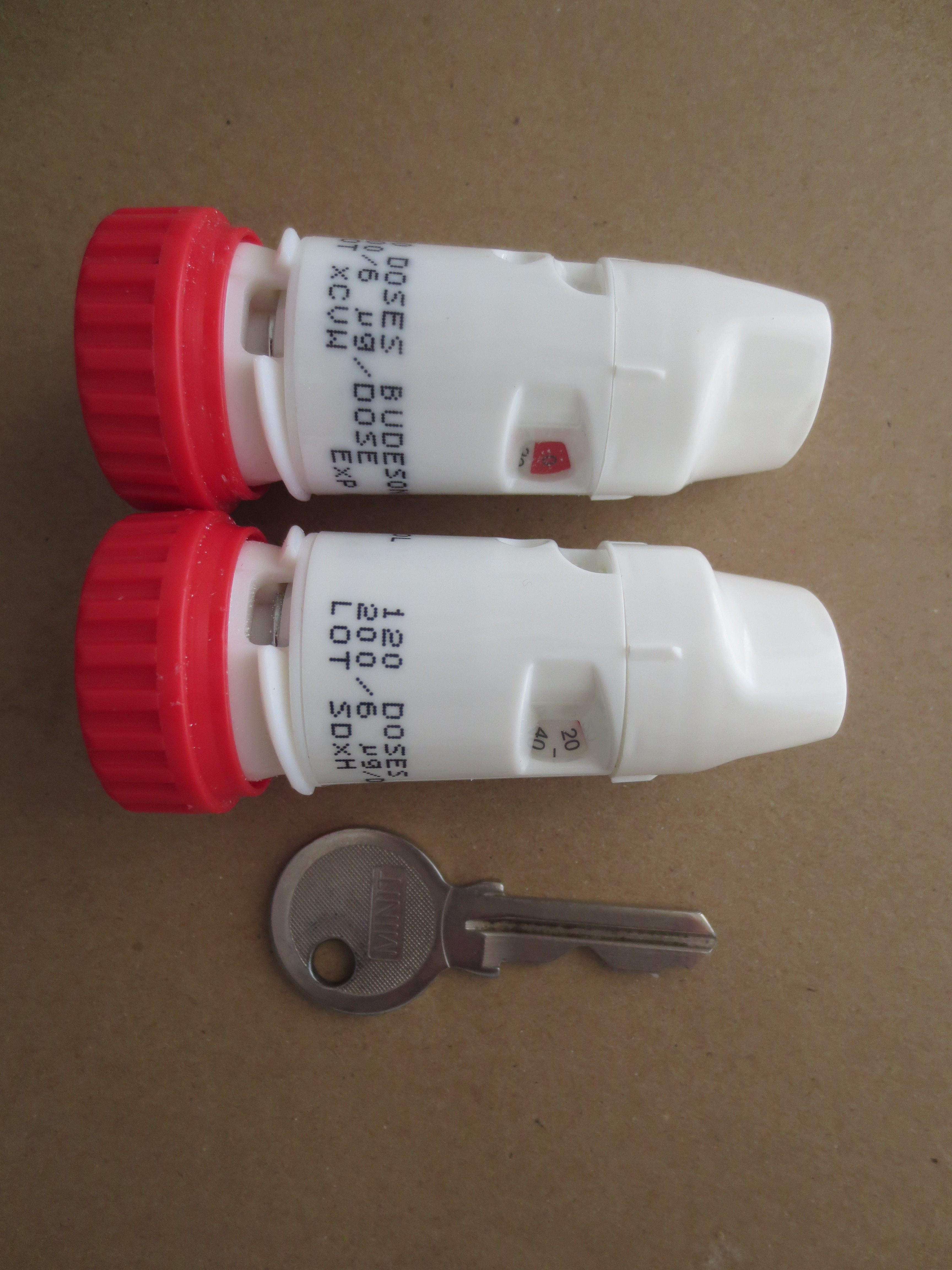
إثنان من نشوق المسحوق الجاف يعرضان عدد الجرعات المتبقية(مفتاح المنزل موجود في الصورة لغرض تقدير الحجم الافتراضي للعلبة)

- النشوق محدود الجرعة: النشوق محدود الجرعة هو واحد فقط من أنواع النشوقات، لكنه الأكثر شيوعاً في الاستخدام. إن استبدال الغاز الدافع والذي هو كلورو فلورو كربون بغاز هيدرو كلورو ألكان أدى إلى إعادة تصميم النشوق محدد الجرعة في التسعينات. مثلاً إعادة تصميم نشوق بيكلوميثازون، هذا أدى إلى تصغير جسيمات النشوق وأدى إلى زيادة الفعالية بعامل مقداره 2.6.
- نشوق المسحوق الجاف: نشوق المسحوق الجاف يتضمن مسحوق ناعم ذو جسيمات ميكروية دقيقة يُغلق غالبا بكميات وحيدة الجرعة في كبسولات جيلاتينية أو نَفطات تحوي المسحوق الدوائي الذي ينبغي استنشاقه إلى الرئتين بواسطة أنفاس الشخص نفسه. هذه الأنظمة تميل لتكون أكثر كلفة من النشوق محدود الجرعة ولكن المريض الذي يعاني من اختلال وظائف الرئة بحدة كما يحدث في حالات أعراض هجمات الربو قد يكون من الصعب عليه أن يستنشق ما يكفي ليحصل على الجرعة الدوائية المناسبة لتحسين وظائف الرئة.
- نشوق الربو: نشوق الربو يحوي على العلاج الذي يداوي أعراض الربو.
- نشوق النيكوتين: إن نشوق النيكوتين يسمح لمدخني السجائر أن يحصلوا على حاجتهم من النيكوتين دون الحاجة لتدخين التبغ، مثل علكة النيكوتين أو لصاقات النيكوتين.

نشوق النيكوتين التي تسوق كعلاج بدائل النيكوتين يجب أن لا يختلط مع السجائر الإلكترونية والتي تنتج بخار ويُسوق عموماً للمدخنين في المناطق التي يمنع فيها التدخين.
نشوق النيكوتين يعرف باسم حركي هو «النفخة» وهذه الأدوات تصنع من بلاستيك رقيق وأحياناً يستعاض بها عن السيجارة، أو تكون مصنوعة بشكل اسطواني.
تحوي حشوة من النيكوتين المسامي تتوضع في قاعدة المنتج.
حين تنفخ في النشوق، يُستنشق بخار النيكوتين ويُمتص في بطانة الفم. كل منشقة توصل ما يقارب من 400 نشقة من بخار النيكوتين.
تعتبر صحية أكثر من السجائر التقليدية حيث أنه من اللازم تناول 80 نشقة لتعادل كمية النيكوتين التي تعطيها سيجارة واحدة.
نشوق النيكوتين أيضاً حساس للحرارة ففي درجات الحرارة المنخفضة تُوصل كمية أقل من النيكوتين. نشوق النيكوتين يعتبر أسهل استخداماً من السجائر الإلكترونية حيث أنها تستخدم لمرة واحدة وتحوي أقل أجزءاً من السيجارة الإلكترونية.

## المفساح (الحجيرة الاستنشاقية)
تستخدم مع المنشقات مضبوطة الجرعة أحياناً كأدة مساعدة تسمى الحجيرة الاستنشاقية، وهي أنابيب متصلة بالمنشقة وتفيد كمستودع أو مثبت للجرعة يخفض سرعة دخول النشقة إلى الفم ويحافظ على الدواء.
وهذا ما يجعل من الأسهل استخدام جهاز الاستنشاق ويساعد على ضمان وصول كمية أكثر من الدواء للرئتين بدلا من مجرد بقاءه في الفم أو الهواء. مع الاستخدام السليم، يمكن للمفساح أن يجعل جهاز الاستنشاق إلى حد ما أكثر فعالية في تقديم الدواء.
يمكن للمفساحات أن تكون مفيدة خصوصًا بين الكبار والأطفال الذين يجدون صعوبة في استخدام أجهزة الاستنشاق محددة الجرعة. يجب على الأشخاص الذين يستخدمون أجهزة الاستنشاق الكورتيكوستيروئيدية استخدام المفساح لمنع بقاء الدواء في الفم، حيث يمكن أن تحدث عدوى بالفطور الفموية وخلل التصويت dysphonia (أي خلل متعلق بالصوت).

## العمر والاستبدال
إن ترسب محتوى الصيغة الدوائية على سطح الاسطوانة يمكن أن يؤدي إلى تقصير العمر التخزيني لجهاز الاستنشاق محدد الجرعة. إن تطبيق طلاء سطحي مناسب للمكونات يساعد على توسيع هذا العمر التخزيني. وقد طُورت على مر السنين مجموعة من عمليات الطلاء التي يمكن تطبيقها على كل من الاسطوانة والصمام لحماية المحتويات من الترسب والتدرك.

### معالجة غاز البلازما
هي تقنية صناعية تنفذ في الفراغ لطلاء جهاز الاستنشاق محدد الجرعة بأكمله وتنطوي على الاستثارة الثابتة أو النبضية للغاز إما عن طريق الترددات الراديوية أو مجال الميكروويف لإنتاج البلازما الطاقية. يضمن هذا الطلاء عدم التصاق جرعة الصيغة الدوائية على الجدار الداخلي لجهاز الاستنشاق محدد الجرعة والنتائج في المريض الذي يتناول الجرعة المقررة من الدواء، في حين أنه أيضاً
يوسع العمر التخزيني للمنتج.
تحتوي المِنشَقة محددة الجرعة على دواء كافٍ لعدد معين من الجرعات (النفخات) والتي طبعت على العلبة. على الرغم من أن جهاز الاستنشاق قد يستمر بالعمل بعد ذلك العدد من الاستخدامات، وكمية الدواء التي وُصِّلت غير صحيحة. من المهم أن تتابع عدد المرات التي اُستخدم فيها جهاز الاستنشاق بحيث يمكن استبدالها بعد العدد الموصى به من استخداماته.
لهذا السبب، طالبت العديد من السلطات التنظيمية المصنعين بإضافة عداد للجرعة أو مؤشر للجرعة إلى المشغل. حاليا تباع العديد من المنتجات الاستنشاقية مع مشغل - عداد للجرعة. اعتمادا على المصنع والمنتج، تباع أجهزة الاستنشاق كوحدة كاملة أو علبة فردية كوصفة لإعادة التعبئة.

## الغازات الدافعة
منشقة Asthalin HFA الخالية من غازات فلوركلور الكربون من صنع شركة سسيبلا في الهند، فاهم مكونات المنشقة مضبوطة الجرعة هو الغاز الدافع الذي يقدم الدقع اللازم لتشكيل الضبوبة كما يشكل في نفس الوقت الوسط الذي يحوي المواد الفعالة بالتعليق أو الذوبان، ويشكل الغاز الدافع في المنشقات مضبوطة الجرعة 99% من الجرعة المعطاة للمريض ولذلك فخصائص الغاز الدافع هي التي تسيطر على الجرعة أكثر من أي عامل آخر.
غالبا ما يُجَاهل في الأدبيات (العلم النظري) وفي الصناعة وذلك لأن عدد قليل جدا من الغازات الدافعة مستخدمة ومساهمته غالبا ما يعد أمرا مفروغا منه. يجب أن تخضع الغازات الدافعة المناسبة لمجموعة من المعايير الصارمة، يجب أن:
- يكون لها نقطة غليان في نطاق -100 إلى +30 °C
- يكون لديها كثافة نحو 1،2-1،5 غ سم 3 (نحو ذلك من أجل الدواء لكي يكونقابل للتعليق أو الحل)
- يكون لها ضغط بخار من 40 إلى 80 psig
- ليس له سمية على المريض
- تكون غير قابلة للاشتعال
- تكون قادرة على إذابة المواد المضافة المشتركة. يجب أن تكون المواد الفعالة إما قابلة للذوبان كليا أو غير قابلة للذوبان بالكامل.

### غازات كلور فلور الكربون
كانت غازات كلور فلور الكربون CFC-11 و CFC-12 و CFC-114 أكثر الغازات الدافعة استخداماً في النشوقات مضبوطة الجرعة عند بداية صنعها. التحول إلى الغازات الدافعة HFA (هيدرو فلور آلكان) أعلنت منظمة الغذاء و الدواء في عام 2008 أن النشوقات التي تستخدم غازات كلور فلور الكربون كغاز دافع, مثل Primatene Mist, لن تُصنع أو تباع بعد عام 2012. تبعاً لقرار الولايات المتحدة بالموافقة على بروتوكول مونتريال 1987 الخاص بالمواد المُستنفِذة لطبقة الأوزون.

## الليبيدات الفعالة على السطح
الفوسفوليبدات هي الليبيدات الفعالة على السطح الطبيعية المهمة المستخدمة في تعزيز الاختراق والتوافر البيولوجي. الفوسفوليبيدات تعمل عن طريق الحد من قوى التوتر السطحي العالية عند السطح الفاصل بين الهواء والماء داخل الحويصلات الهوائية، مما يقلل من الضغط اللازم لتوسيع الرئتين، ولذلك فقد صُممت المستحضرات التجارية المتوفرة من الفوسفوليبيدات لتنتشر بسرعة على السطح الهوائي المائي، وبالتالي الحد من التوتر السطحي العالي جدا للماء.

## وصلات خارجية
- Metered-dose Inhaler canisters
- Presspart Plasma Technology
- UpToDate Patient Information: Metered dose inhaler techniques in adults
- Using a metered-dose inhaler with a spacer: techniques for children, illustrated
- Using a metered-dose inhaler without a spacer: techniques for children, illustrated